# Tachytrechus volitans
Tachytrechus volitans är en tvåvingeart som beskrevs av Axel Leonard Melander 1900. Tachytrechus volitans ingår i släktet Tachytrechus och familjen styltflugor.
Artens utbredningsområde är Texas. Inga underarter finns listade i Catalogue of Life.